# Dante Carniel
Dante Carniel (ur. 13 września 1887 w Trieście, zm. 2 maja 1959 tamże) – włoski szermierz, złoty medalista mistrzostw świata.
Na igrzyskach olimpijskich w Paryżu w 1924 roku był czwarty we florecie drużynowym. W rundzie finałowej, w pierwszym pojedynku Włosi spotkali się z Francuzami. W walce Luciena Gaudina i Aldo Boniego, przy wyniku 4:4 sędzia przyznał zwycięski punkt Francuzowi co rozwścieczyło Boniego, który obraził sędziego. Sędzia zażądał przeprosin, Boni odmówił, a włoska reprezentacja odśpiewała hymn Włoch i wycofała się z walki na znak protestu. Pozostałe dwa pojedynki Włoch w rundzie finałowej zakończyły się walkowerami. Był to jego jedyny start olimpijski.
Podczas mistrzostw świata w Neapolu w 1929 roku (oficjalnie zawody tego cyklu rozgrywane są pod tą nazwą dopiero od 1937) Włosi w składzie: Dante Carniel, Giulio Gaudini, Nicola Girace, Gioacchino Guaragna, Gustavo Marzi, Ugo Pignotti, Oreste Puliti i Ciro Verratti wywalczyli złoty medal we florecie drużynowym.